# Стюарт О'Ґрейді
Стюарт О'Ґрейді (англ. Stuart O'Grady, 6 серпня 1973) — австралійський велогонщик.
Олімпійський чемпіон 2004 року в медісоні, срібний призер 1992 року в командній гонці переслідування на 4000 м, бронзовий призер 1996 (командна гонка переслідування на 4000 м), 1996 (гонка за очками) років, учасник 2000, 2008, 2012 років.
Переможець Ігор Співдружності 1994 (командна гонка переслідування) 1994 (скретч на 10 миль), 2002 (групова шосейна гонка) років, срібний призер 1994 (гонка за очками), 1998 (індивідуальна роздільна гонка) років, бронзовий призер 1994 року в індивідуальній гонці переслідування.
Чемпіон світу з трекових велоперегонів 1993 (командна гонка переслідування) 1995 (командна гонка переслідування) років, бронзовий призер 1991 (командна гонка переслідування) 1994 (командна гонка переслідування) 1995 (індивідуальна гонка переслідування) років.